# Иньшина, Юлия Андреевна
Ю́лия Андре́евна И́ньшина (род. 15 апреля 1995г. в г. Воронеж, Россия) - гимнастка, выступает за Азербайджан с ноября 2013 года, в сборной команде России с 2011 по 2012 год.

## Спортивная карьера
Выпускница Воронежского государственного института физической культуры. В начале карьеры тренировалась вместе со своей подругой Викторией Комовой в Воронеже. Её тренер Александр Юрьевич Правдин, тренер-преподаватель СДЮСШОР по спортивной гимнастике имени Ю.Э.Штукмана, который начал с ней заниматься, когда ей было 9 лет, отмечал её работоспособность, силу, выносливость, стабильность и сдержанность. 

### 2011 год
На Кубке России в г. Екатеринбург Юлия Иньшина заняла 5-е место в многоборье, 5-е - на бревнах, 5-е - на брусьях, серебро - в вольных выступлениях. Она попала в запасной состав сборной России на Чемпионате мира в Токио и прошла в основной состав после травмы Марии Пасеки. Сборная России завоевала серебряную медаль в командном первенстве, Иньшина набрала 14,300 баллов. Затем она вышла в финал на бревне и заняла 6-е место со счетом 14,525.
По решению губернатора Воронежской области Алексея Гордеева Виктория Комова и Юлия Иньшина и их тренеры получили награды от Правительства области. 

### 2012 год
В июне Юлия выступала на Кубке России в г. Пенза. В многоборье она заняла третье место после Виктории Комовой и Алии Мустафиной, четвертое место на бревне и в вольных упражнениях. По итогам соревнований она вошла в состав олимпийской сборной, и в июле была включена в запасной состав сборной России на Олимпиаде.

### 2013 год
В конце ноября гимнаст Константин Плужников, Юлия Иньшина и её соотечественница российская гимнастка Анна Павлова сменили национальность и начали выступать за Азербайджан. Они хотели больше возможностей для конкуренции, чем в России. Она продолжила обучение в России, потому что в Азербайджане нет соответствующего оборудования и учебных центров.

## Результаты
| Год  | Мероприятие                               | Командное первенство | Многоборье | Опорный прыжок | Разновысокие брусья | Бревно | Вольные упражнения |
| ---- | ----------------------------------------- | -------------------- | ---------- | -------------- | ------------------- | ------ | ------------------ |
| 2011 | Чемпионат России по спортивной гимнастике |                      | 4          |                | 5                   |        | 3                  |
| 2011 | Кубок России по спортивной гимнастике     |                      | 5          |                | 5                   | 5      | 2                  |
| 2011 | Чемпионат мира по спортивной гимнастике   | 2                    |            |                |                     | 6      |                    |
| 2012 | Чемпионат России                          | 2                    | 4          |                | 2                   | 8      | 4                  |
| 2012 | Кубок России                              | 2                    | 3          |                |                     | 4      | 4                  |
| 2013 | Кубок России                              | 3                    | 11         |                |                     |        |                    |
| 2014 | Чемпионат Европы по спортивной гимнастике |                      |            |                |                     |        |                    |
| 2014 | Чемпионат мира                            |                      |            |                |                     |        |                    |
| 2014 | Кубок Михаила Воронина                    | 4                    | 5          |                | 6                   | 3      |                    |
| 2017 | Игры исламской солидарности               | 1                    |            |                |                     | 3      | 1                  |